# Lian
Lian é um município de  terceira classe de renda municipal (d) na província Batangas, nas Filipinas. De acordo com o censo de 1 de maio  de  2020 possui uma população de 56 280 pessoas e 15 991 domicílios.